# شهرستان چانگانگ
شهرستان چانگانگ (به لاتین: Changgang County) شهرستانی در کشور کره شمالی است که در چاگانگ واقع شده‌است.

## خصوصیات
شهرستان چانگانگ ۷۴۰ کیلومترمربع مساحت و ۶۷٬۰۰۰ نفر جمعیت دارد.